# Laurent Koscielny
Laurent Koscielny (Tulle, Francia, 10 de septiembre de 1985) es un exfutbolista francés que jugaba de defensa. Desde 2024 es director deportivo del F. C. Lorient de la Ligue 2 de Francia.
Iniciado en clubes amateur y juveniles como el Brive, Tulle Corrèze y Limoges, fue transferido en 2001 al club profesional Guingamp. En 2007 se unió al Tours con el cual ascendió a la segunda división francesa y fue incluido en el equipo ideal de la Ligue 2. En 2009 se marchó al recién ascendido a Ligue 1 Lorient F. C. en el cual fue titular.
Arsène Wenger, entrenador del Arsenal F. C., confirmó su contratación, al club londinense en 2010 y le fue otorgada la camiseta número 6. Fue votado por los fanes como el fichaje más efectivo de la temporada 2010-11. Koscielny también fue convocado a la selección francesa, pese a que pudo optar por Polonia, con la que disputó dos Eurocopas y un Mundial de Fútbol.

## Trayectoria

### Inicios
Laurent Koscielny nació en Tulle, la tercera localidad más grande de la región francesa de Lemosín, de padre de origen polaco judío y madre francesa. Fue descubierto a los doce años por un ojeador del Guingamp mientras jugaba en una playa del mediterráneo francés con sus amigos. A partir de allí, inició su carrera profesional en el Guingamp, club que produjo jugadores de la talla de Didier Drogba y Florent Malouda. En tres temporadas, disputó cuarenta y ocho cotejos con el Guingamp, jugando principalmente como lateral derecho.
En 2007, se unió al Tours que jugaba en la tercera división de Francia y con el cual ascendería a la Ligue 2. Koscielny jugó como marcador central y en la campaña 2008/09, jugó 34 partidos y anotó 5 goles por la liga. Fue nombrado en el equipo ideal de la Ligue 2 de esa temporada. El 16 de junio de 2009, Koscielny firmó con el Lorient de la Ligue 1 por un monto aproximado a los 1,7 millones de euros; después de acumular 78 partidos en las dos temporadas que pasó en Tours.

### Lorient
Tras su fichaje, se estableció en el equipo titular como defensa central. En su única temporada en el club, anotó 3 goles en 35 apariciones en la Liga. Su primera anotación se produjo el 7 de marzo de 2009 ante el Marsella en el Stade Vélodrome en la segunda parte del cotejo que terminó igualado. Anotaría su segundo tanto ante Montpellier.
Marcó su tercer gol ante el Burdeos a los 11 minutos del partido. Sin embargo, recibió una tarjeta roja 15 minutos más tarde por una falta en el área penal en contra de Marouane Chamakh, quien fuera posteriormente su compañero de equipo en el Arsenal. Lorient finalizó séptimo en la Ligue 1, su mejor posición hasta entonces. En la temporada de transferencias del verano de 2010 comenzaron a surgir rumores que ponían a Koscielny en la órbita del Arsenal F.C. de Inglaterra. A finales de junio se reportó una suma de £ 9.700.000 y Koscielny firmó por el club londinense.

### Arsenal

#### Temporada 2010/11

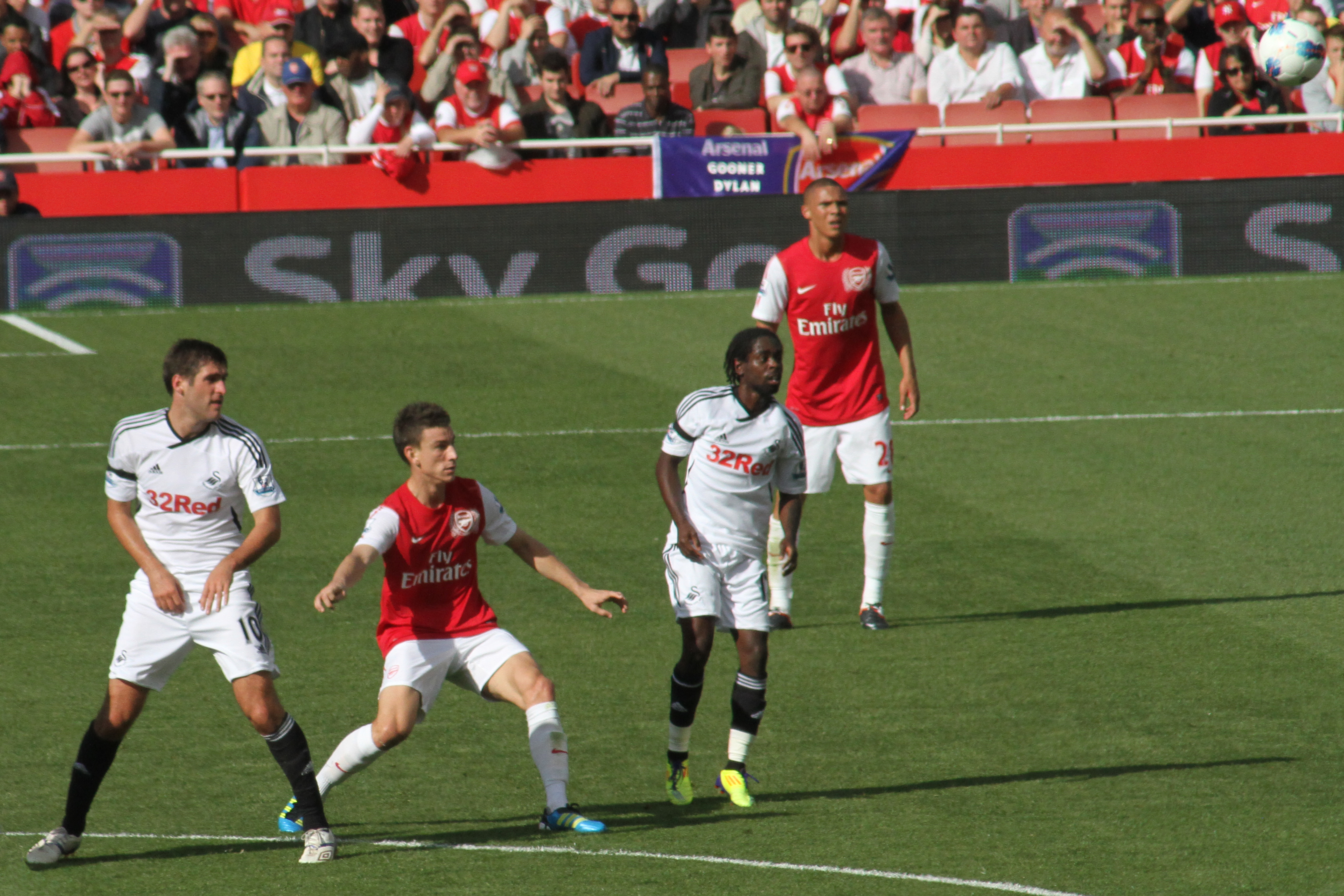
Koscielny ante el Swansea City.

Arsenal finalmente confirmó la contratación de Koscielny el 7 de julio de 2010 y le otorgó la camiseta número 6, que perteneció a Phillipe Senderos, traspasado al Fulham. Koscielny debutó con los 'Gunners' en un amistoso de pretemporada ante el Barnet en julio de 2010. Un mes después debutó en una competición oficial (Premier League) ante el Liverpool en Anfield y fue expulsado al minuto 94 por acumular su segunda tarjeta amarilla. El cotejo culminó 1–1 con ambos equipos con debutantes expulsados (Joe Cole también vio la tarjeta roja). Anotó su primer gol con el Arsenal el 11 de septiembre de 2010, en la victoria por 4-1 contra el Bolton.
El 15 de septiembre de 2010, Koscielny debutó en una competición internacional ante el Sporting Braga en la aplastante goleada por 6–0 en el Emirates Stadium. Koscielny fue conocido por su actuación ante el Sunderland y por la brillante barrida a Aaron Lennon del Tottenham por la Copa de la Liga de Inglaterra. El 27 de octubre, salvó una pelota en la línea y asistió a Theo Walcott ante Newcastle United por la cuarta ronda de la Carling Cup, que ganó Arsenal 4-0 en St James' Park. El 4 de diciembre, Koscielny se golpeó la cabeza con su compañero Sebastien Squillaci, lo que le produjo conmoción cerebral y tuvo que ausentarse tres semanas.
El 25 de enero de 2011, le anotó al Ipswich Town en la semifinal de la Carling Cup. En todo enero de 2011, Johan Djourou y Koscielny formaron la defensa que no concedió gol alguno en la Premier. El primero de febrero, convertiría otro gol contra el Everton. Sin duda, su mejor actuación hasta la fecha con la camiseta 'Gunner' fue ante el poderoso Barcelona en la Liga de Campeones. El partido terminó con una victoria en casa del Arsenal (2-1). Sus actuaciones fueron aplaudidas por la prensa e incluso una leyenda del Arsenal, Martin Keown, dijo que su performance fue "impresionante" y "magnífica". Por desgracia, Laurent estuvo involucrado en una jugada que acabaría con un título en un partido posterior a la eliminación del Arsenal a manos del Barcelona. El 27 de febrero de 2011 en la final de la Copa de la Liga, Arsenal enfrentaba al Birmingham. El partido estaba 1-1 hasta el minuto 88. Tras un saque de arco del portero de Birmingham, Ben Foster y un pivoteo de Nicola Zigic, el balón quedó botando en el área de los 'Gunners'. Koscielny pifió en el despeje y el portero Wojciech Szczęsny, quien se encontraba muy cerca a la jugada, no pudo controlar el balón con sus manos. El balón le quedó servido a Obafemi Martins que anotó el gol del triunfo para el Birmingham, alargando así la sequía de títulos del Arsenal.

#### Temporada 2011/12
Koscielny inició la campaña 2011/12 con el reciente recuperado Thomas Vermaelen junto a él en la defensa central. Se lesionó al minuto 10 en la derrota de local ante Liverpool por la fecha 2. Sin embargo, regresó en el peor partido de la historia del Arsenal en la Premier League, tras perder 8–2 ante Manchester United. El 17 de septiembre, Koscielny anotó un gol en propia puerta ante el Blackburn Rovers en la derrota por 4–3. Poco a poco Arsenal se fue recuperando de los malos resultados. Hubo uno que otro partido en el que Koscielny tuvo que jugar de lateral derecho debido a las lesiones de Bacary Sagna y Carl Jenkinson pero pronto volvió a su posición de zaguero central haciendo dupla con Per Mertesacker. Anotó su primer gol en la temporada ante el Fulham, el 2 de enero de 2012. El marcador acabó 2-1, derrota del Arsenal. Fue elegido por los seguidores del Arsenal como el mejor jugador 'Gunner' del mes de enero. El 6 de marzo anotó su primer tanto en una competición internacional, abriendo la cuenta para el Arsenal frente al AC Milan en los octavos de final de la Liga de Campeones. Arsenal goléo 3-0 pero no pudo avanzar a la siguiente fase pues el marcador global culminó 4-3 a favor del conjunto italiano.
En la última jornada de la Premier League, Koscielny le dio el triunfo al Arsenal, marcando el 3-2 definitivo sobre el West Bromwich Albion. Con ese tanto, el Arsenal se aseguró la tercera plaza del campeonato.

#### Temporada 2012/13
Debido a unas molestias, no arrancó en las primeras jornadas de la temporada; sin embargo, en su primer encuentro como titular, frente al Manchester City, anotó el gol del empate en el Etihad Stadium. El 30 de octubre de 2012, anotó otro tanto en la histórica remontada por 7-5 sobre Reading en la Copa de la Liga de Inglaterra; partido en el cual también anotó en propia puerta. El 13 de enero de 2013 fue expulsado a los nueve minutos en la derrota por 2-0 en casa frente al Manchester City en la Premier League.
Fue autor de uno de los tantos con los que Arsenal venció 2-0 a Bayern Múnich en el Allianz Arena por los octavos de final de la Liga de Campeones de la UEFA 2012-13, sin embargo no fue suficiente como para remontar la derrota por 3-1 en Londres. Finalizó la campaña como titular, haciendo dupla en el centro de la defensa con Per Mertesacker.

#### Temporada 2013/14
Fue titular en el debut en la Premier frente al Aston Villa, encuentro que finalizó con derrota para los 'Gunners' por 3 a 1 y con Koscielny siendo echado del campo de juego tras ver la tarjeta roja. Asimismo fue titular en el partido contra Fenerbahçe por la cuarta ronda previa de la Liga de Campeones, encuentro disputado el 21 de agosto de 2013 en el cual sufrió una dura patada en el rostro por parte de Pierre Webó. Koscielny se retiró del terreno de juego y fue llevado al hospital.
Se recuperó y formó una dupla defensiva muy sólida junto a Per Mertesacker. El 22 de febrero de 2014 anotó su primer tanto de la temporada, de cabeza ante el Sunderland. El 17 de mayo fue titular en la final de la FA Cup 2013-14 ante el Hull City. Koscielny anotó uno de los tantos con los que el Arsenal venció 3-2 en tiempo extra, contribuyendo a la consecución de este certamen, que puso fin a una sequía de nueve años sin títulos.

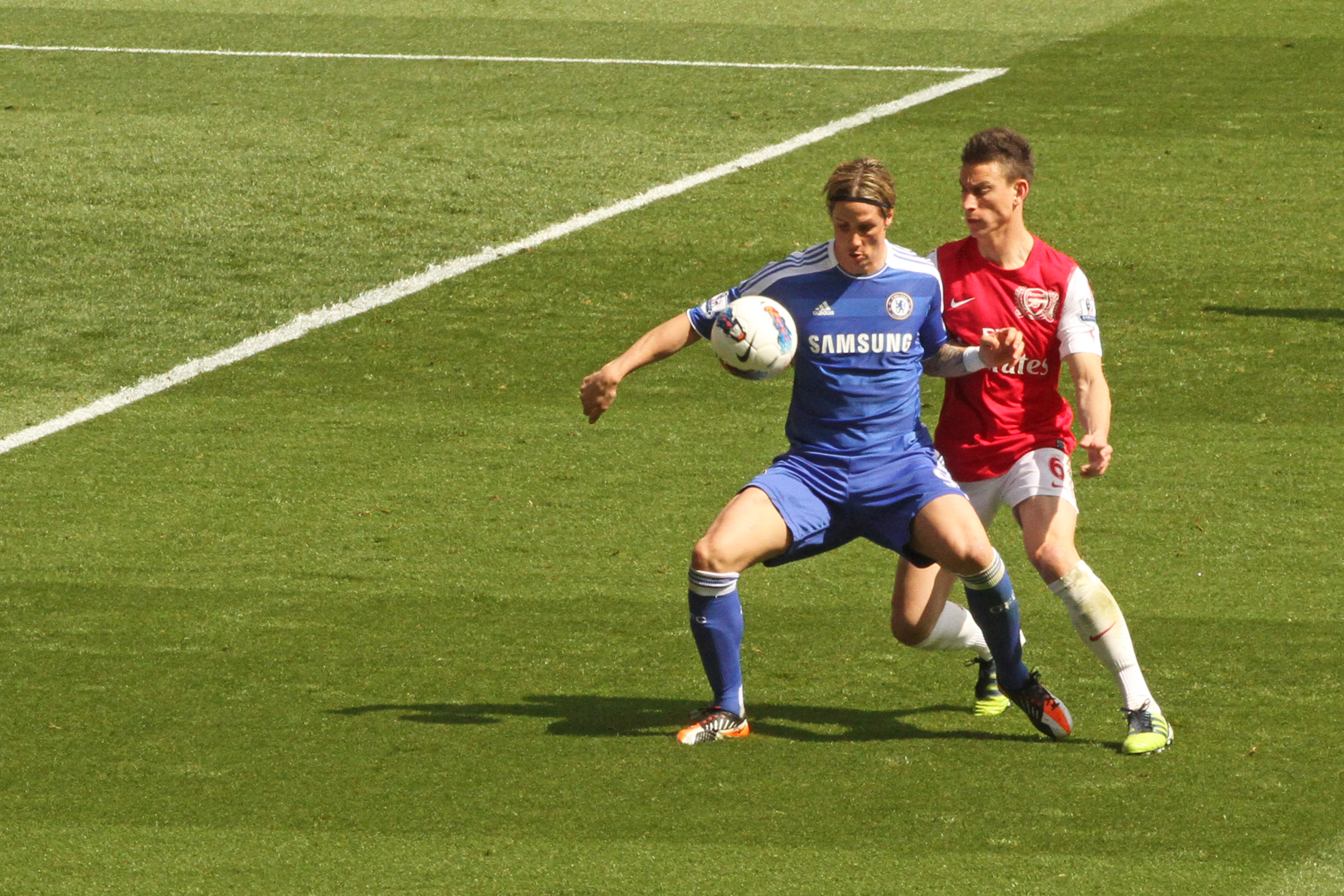
Koscienlny marcando a Fernando Torres de Chelsea en 2012

#### Temporada 2014/15
Tras la partida de Vermaelen, Koscielny se afianzó como titular absoluto en el Arsenal, arrancando frente al Manchester City en la disputa de la Community Shield, la cual consiguieron tras golear 3-0. Fue titular en el primer partido de la liga frente al Crystal Palace, donde marcó su primer tanto de la temporada, de cabeza, para terminar ganando 2-1.
Jugó la final de la FA Cup 2015 el 30 de mayo de 2015, donde estuvo en cancha los 90 minutos en la victoria por 4-0 frente a Aston Villa en el estadio de Wembley.

#### Temporada 2017/18
Sufrió una lesión en el tendón de Aquiles durante la semifinal de la Liga Europea de la UEFA el 3 de mayo de 2018 contra el Atlético Madrid. Lo dejó fuera de las canchas por seis meses.

#### Temporada 2018/19
Luego del retiro de Per Mertesacker, Koscielny fue nombrado capitán del Arsenal.

### Regreso a Francia
Tras nueve años en Londres, el 6 de agosto de 2019 se hizo oficial su vuelta al fútbol francés tras fichar por el F. C. Girondins de Burdeos. Después de completar dos campañas y media, a finales de enero de 2022 el club comunicó que habían llegado a un acuerdo para que pasara a ejercer un rol distinto al de jugador. Al cabo de dos meses anunció su retirada.

## Selección nacional
Fue internacional con la selección de fútbol de Francia en 51 ocasiones. Por tener ascendencia polaca podía representar a Polonia e incluso hubo contactos con el seleccionador pero Koscielny dijo que su prioridad era jugar por Francia. Fue convocado el 3 de febrero de 2011 para el amistoso con Brasil para el 9 de febrero y otra vez el 25 de agosto. Finalmente, logró debutar ante Estados Unidos el 11 de noviembre, partido amistoso que ganaron 1-0. Koscielny jugó todo el partido.
El 29 de mayo de 2012 el seleccionador Laurent Blanc lo incluyó en la plantilla final para la Eurocopa 2012. Fue la tercera opción en la zaga central, por detrás de Adil Rami y Philippe Mexès; sin embargo, jugó frente a España por los cuartos de final, debido a la suspensión de Mexès.
Disputó varios partidos como titular en la clasificación para la Copa Mundial de Fútbol de 2014, incluyendo el primer partido de repesca ante Ucrania, donde hizo dupla en la zaga central con Éric Abidal. Francia perdió de visita 2-0, encuentro en el cual Koscielny cometió un penal y fue expulsado por agredir a Oleksandr Kucher.
El 13 de mayo de 2014 el entrenador de la selección francesa, Didier Deschamps, incluyó a Koscielny en la lista final de 23 jugadores que representaron a Francia en la Copa Mundial de 2014. Disputó algunos partidos como titular y otros entrando desde el banco de suplentes. Francia se eliminó en cuartos de final luego de hacer una gran campaña.
En noviembre de 2017 anunció su retirada de la selección tras la celebración del Mundial 2018. No pudo participar en él ya que se lesionó de gravedad un mes antes del inicio de la competición.

### Participaciones en Copas del Mundo
| Mundial                        | Sede   | Resultado        | Partidos | Goles |
| ------------------------------ | ------ | ---------------- | -------- | ----- |
| Copa Mundial de Fútbol de 2014 | Brasil | Cuartos de final | 4        | 0     |

### Participaciones en Eurocopas
| Copa          | Sede              | Resultado        | Partidos | Goles |
| ------------- | ----------------- | ---------------- | -------- | ----- |
| Eurocopa 2012 | Ucrania y Polonia | Cuartos de final | 1        | 0     |
| Eurocopa 2016 | Francia           | Subcampeón       | 7        | 0     |

## Estadísticas

### Clubes
Actualizado al fin de su carrera deportiva.
| Club                               | Temporada     | Div.          | Liga  | Liga  | Copas nacionales | Copas nacionales | Copas internacionales | Copas internacionales | Total | Total |
| Club                               | Temporada     | Div.          | Part. | Goles | Part.            | Goles            | Part.                 | Goles                 | Part. | Goles |
| ---------------------------------- | ------------- | ------------- | ----- | ----- | ---------------- | ---------------- | --------------------- | --------------------- | ----- | ----- |
| E. A. Guingamp Francia             | 2004-05       | 2.ª           | 11    | 0     | 3                | 0                | —                     | —                     | 14    | 0     |
| E. A. Guingamp Francia             | 2005-06       | 2.ª           | 9     | 0     | 1                | 0                | —                     | —                     | 10    | 0     |
| E. A. Guingamp Francia             | 2006-07       | 2.ª           | 21    | 0     | 3                | 0                | —                     | —                     | 24    | 0     |
| E. A. Guingamp Francia             | Total club    | Total club    | 41    | 0     | 7                | 0                | 0                     | 0                     | 48    | 0     |
| Tours F. C. Francia                | 2007-08       | 3.ª           | 33    | 1     | 6                | 1                | —                     | —                     | 39    | 2     |
| Tours F. C. Francia                | 2008-09       | 2.ª           | 34    | 5     | 5                | 1                | —                     | —                     | 39    | 6     |
| Tours F. C. Francia                | Total club    | Total club    | 67    | 6     | 11               | 2                | 0                     | 0                     | 78    | 8     |
| F. C. Lorient Francia              | 2009-10       | 1.ª           | 35    | 3     | 5                | 1                | —                     | —                     | 40    | 4     |
| F. C. Lorient Francia              | Total club    | Total club    | 35    | 3     | 5                | 1                | 0                     | 0                     | 40    | 4     |
| Arsenal F. C. Inglaterra           | 2010-11       | 1.ª           | 30    | 2     | 9                | 1                | 4                     | 0                     | 43    | 3     |
| Arsenal F. C. Inglaterra           | 2011-12       | 1.ª           | 33    | 2     | 3                | 0                | 6                     | 1                     | 42    | 3     |
| Arsenal F. C. Inglaterra           | 2012-13       | 1.ª           | 25    | 2     | 4                | 1                | 5                     | 1                     | 34    | 4     |
| Arsenal F. C. Inglaterra           | 2013-14       | 1.ª           | 32    | 2     | 5                | 1                | 9                     | 0                     | 46    | 3     |
| Arsenal F. C. Inglaterra           | 2014-15       | 1.ª           | 27    | 3     | 6                | 0                | 6                     | 0                     | 39    | 3     |
| Arsenal F. C. Inglaterra           | 2015-16       | 1.ª           | 33    | 4     | 4                | 0                | 7                     | 0                     | 44    | 4     |
| Arsenal F. C. Inglaterra           | 2016-17       | 1.ª           | 33    | 2     | 2                | 0                | 8                     | 0                     | 43    | 2     |
| Arsenal F. C. Inglaterra           | 2017-18       | 1.ª           | 25    | 2     | 2                | 0                | 6                     | 0                     | 33    | 2     |
| Arsenal F. C. Inglaterra           | 2018-19       | 1.ª           | 17    | 3     | 2                | 0                | 10                    | 0                     | 29    | 3     |
| Arsenal F. C. Inglaterra           | Total club    | Total club    | 255   | 22    | 37               | 3                | 61                    | 2                     | 353   | 27    |
| F. C. Girondins de Burdeos Francia | 2019-20       | 1.ª           | 25    | 0     | 3                | 0                | —                     | —                     | 28    | 0     |
| F. C. Girondins de Burdeos Francia | 2020-21       | 1.ª           | 26    | 0     | 0                | 0                | —                     | —                     | 26    | 0     |
| F. C. Girondins de Burdeos Francia | 2021-22       | 1.ª           | 11    | 0     | 0                | 0                | —                     | —                     | 11    | 0     |
| F. C. Girondins de Burdeos Francia | Total club    | Total club    | 62    | 0     | 3                | 0                | 0                     | 0                     | 65    | 0     |
| Total carrera                      | Total carrera | Total carrera | 460   | 31    | 63               | 6                | 61                    | 2                     | 584   | 39    |
| 1. 2.                              |               |               |       |       |                  |                  |                       |                       |       |       |

### Selección nacional
| \| PJ \| Fecha \| Ciudad \| Local \| Resultado \| Visitante \| Competición \| Goles \| Asist. \| \| --- \| ---------- \| ----------------- \| ----------- \| --------- \| -------------- \| -------------------------- \| ----- \| ------ \| \| 1. \| 11-11-2011 \| Saint-Denis \| Francia \| 1–0 \| Estados Unidos \| Amistoso \| 0 \| 0 \| \| 2. \| 31-05-2012 \| Reims \| Francia \| 2–0 \| Serbia \| Amistoso \| 0 \| 0 \| \| 3. \| 05-06-2012 \| Le Mans \| Francia \| 4–0 \| Estonia \| Amistoso \| 0 \| 0 \| \| 4. \| 23-06-2012 \| Donetsk \| España \| 2–0 \| Francia \| Eurocopa 2012 \| 0 \| 0 \| \| 5. \| 12-10-2012 \| Saint-Denis \| Francia \| 0–1 \| Japón \| Amistoso \| 0 \| 0 \| \| 6. \| 16-10-2012 \| Madrid \| España \| 1–1 \| Francia \| Clasificación Mundial 2014 \| 0 \| 0 \| \| 7. \| 14-11-2012 \| Parma \| Italia \| 1–2 \| Francia \| Amistoso \| 0 \| 0 \| \| 8. \| 06-02-2013 \| Saint-Denis \| Francia \| 1–2 \| Alemania \| Amistoso \| 0 \| 0 \| \| 9. \| 26-03-2013 \| Saint-Denis \| Francia \| 0–1 \| España \| Clasificación Mundial 2014 \| 0 \| 0 \| \| 10. \| 05-06-2013 \| Montevideo \| Uruguay \| 1–0 \| Francia \| Amistoso \| 0 \| 0 \| \| 11. \| 14-08-2013 \| Bruselas \| Bélgica \| 0–0 \| Francia \| Amistoso \| 0 \| 0 \| \| 12. \| 06-09-2013 \| Tiflis \| Georgia \| 0–0 \| Francia \| Clasificación Mundial 2014 \| 0 \| 0 \| \| 13. \| 10-09-2013 \| Gómel \| Bielorrusia \| 2–4 \| Francia \| Clasificación Mundial 2014 \| 0 \| 0 \| \| 14. \| 15-10-2013 \| Saint-Denis \| Francia \| 3–0 \| Finlandia \| Clasificación Mundial 2014 \| 0 \| 0 \| \| 15. \| 15-11-2013 \| Kiev \| Ucrania \| 2–0 \| Francia \| Clasificación Mundial 2014 \| 0 \| 0 \| \| 16. \| 27-05-2014 \| París \| Francia \| 4–0 \| Noruega \| Amistoso \| 0 \| 0 \| \| 17. \| 01-06-2014 \| Niza \| Francia \| 1–1 \| Paraguay \| Amistoso \| 0 \| 1 \| \| 18. \| 20-06-2014 \| Salvador de Bahía \| Suiza \| 2–5 \| Francia \| Mundial 2014 \| 0 \| 0 \| \| 19. \| 25-06-2014 \| Río de Janeiro \| Ecuador \| 0–0 \| Francia \| Mundial 2014 \| 0 \| 0 \| \| 20. \| 30-06-2014 \| Brasilia \| Francia \| 2–0 \| Nigeria \| Mundial 2014 \| 0 \| 0 \| \| 21. \| 04-07-2014 \| Río de Janeiro \| Francia \| 0–1 \| Alemania \| Mundial 2014 \| 0 \| 0 \| |            |                   |             |           |                |                            |       |        |
| PJ | Fecha      | Ciudad            | Local       | Resultado | Visitante      | Competición                | Goles | Asist. |
| 1. | 11-11-2011 | Saint-Denis       | Francia     | 1–0       | Estados Unidos | Amistoso                   | 0     | 0      |
| 2. | 31-05-2012 | Reims             | Francia     | 2–0       | Serbia         | Amistoso                   | 0     | 0      |
| 3. | 05-06-2012 | Le Mans           | Francia     | 4–0       | Estonia        | Amistoso                   | 0     | 0      |
| 4. | 23-06-2012 | Donetsk           | España      | 2–0       | Francia        | Eurocopa 2012              | 0     | 0      |
| 5. | 12-10-2012 | Saint-Denis       | Francia     | 0–1       | Japón          | Amistoso                   | 0     | 0      |
| 6. | 16-10-2012 | Madrid            | España      | 1–1       | Francia        | Clasificación Mundial 2014 | 0     | 0      |
| 7. | 14-11-2012 | Parma             | Italia      | 1–2       | Francia        | Amistoso                   | 0     | 0      |
| 8. | 06-02-2013 | Saint-Denis       | Francia     | 1–2       | Alemania       | Amistoso                   | 0     | 0      |
| 9. | 26-03-2013 | Saint-Denis       | Francia     | 0–1       | España         | Clasificación Mundial 2014 | 0     | 0      |
| 10. | 05-06-2013 | Montevideo        | Uruguay     | 1–0       | Francia        | Amistoso                   | 0     | 0      |
| 11. | 14-08-2013 | Bruselas          | Bélgica     | 0–0       | Francia        | Amistoso                   | 0     | 0      |
| 12. | 06-09-2013 | Tiflis            | Georgia     | 0–0       | Francia        | Clasificación Mundial 2014 | 0     | 0      |
| 13. | 10-09-2013 | Gómel             | Bielorrusia | 2–4       | Francia        | Clasificación Mundial 2014 | 0     | 0      |
| 14. | 15-10-2013 | Saint-Denis       | Francia     | 3–0       | Finlandia      | Clasificación Mundial 2014 | 0     | 0      |
| 15. | 15-11-2013 | Kiev              | Ucrania     | 2–0       | Francia        | Clasificación Mundial 2014 | 0     | 0      |
| 16. | 27-05-2014 | París             | Francia     | 4–0       | Noruega        | Amistoso                   | 0     | 0      |
| 17. | 01-06-2014 | Niza              | Francia     | 1–1       | Paraguay       | Amistoso                   | 0     | 1      |
| 18. | 20-06-2014 | Salvador de Bahía | Suiza       | 2–5       | Francia        | Mundial 2014               | 0     | 0      |
| 19. | 25-06-2014 | Río de Janeiro    | Ecuador     | 0–0       | Francia        | Mundial 2014               | 0     | 0      |
| 20. | 30-06-2014 | Brasilia          | Francia     | 2–0       | Nigeria        | Mundial 2014               | 0     | 0      |
| 21. | 04-07-2014 | Río de Janeiro    | Francia     | 0–1       | Alemania       | Mundial 2014               | 0     | 0      |

### Resumen estadístico
|                       | Encuentros | Goles | Promedio |
| --------------------- | ---------- | ----- | -------- |
| Tercera división      | 33         | 1     | 0,03     |
| Segunda división      | 75         | 5     | 0,07     |
| Primera división      | 273        | 22    | 0,08     |
| Copas nacionales      | 58         | 6     | 0,14     |
| Copas internacionales | 51         | 2     | 0,10     |
| Selección de Francia  | 21         | 0     | 0        |
| TOTAL                 | 511        | 36    | 0,07     |

## Palmarés

### Títulos nacionales
| Título           | Club          | País       | Año  |
| ---------------- | ------------- | ---------- | ---- |
| FA Cup           | Arsenal F. C. | Inglaterra | 2014 |
| Community Shield | Arsenal F. C. | Inglaterra | 2014 |
| FA Cup           | Arsenal F. C. | Inglaterra | 2015 |
| Community Shield | Arsenal F. C. | Inglaterra | 2015 |
| FA Cup           | Arsenal F. C. | Inglaterra | 2017 |

### Distinciones individuales
| Distinción                                  | Año     |
| ------------------------------------------- | ------- |
| Incluido en el equipo del año de la Ligue 2 | 2008-09 |